# کویوسوکوس
کویوسوکوس (نام علمی: ') نام یک سرده از رده خزندگان است.